# Ким Мён Вон
Ким Мён Вон (кор. 김명원; родился 15 июля 1983 год) — северокорейский футболист, нападающий. Выступал за клубы «Амноккан» и «Улан-Батор», а также за национальную сборную КНДР.

## Футбольная карьера
Провёл 9 матчей за сборную Северной Кореи и был включён в заявку сборной на чемпионат мира 2010 года. Он сыграл 3 матча в отборочном турнире к чемпионату мира на позиции нападающего. Однако он был включён в заявку сборной в качестве одного из трёх вратарей. Главный тренер сборной КНДР Ким Чон Хон пошёл на этот шаг для усиления атакующих возможностей своей команды. Однако официальные представители ФИФА выступили с заявлением, что Ким сможет сыграть на чемпионате мира лишь на позиции вратаря, так как был заявлен на этой позиции, и не сможет выйти на поле в качестве полевого игрока.